# Paolo Cherchi
Paolo Cherchi, n. Oschiri, Italia, 1937, es un profesor de literatura italiana y en lenguas románicas (como la española), de intereses varios. Es muy conocido como especialista en las enciclopedias del siglo XVI. Ha enseñado en Chicago y en Ferrara.

## Trayectoria
Paolo Cherchi, nació en Oschiri, cerca de Sassari, Cerdeña. Realizó estudios universitarios y se licenció en Cagliari, 1962, y luego estuvo en Madrid pero emigró de inmediato y se doctoró, con un trabajo sobre lenguas románicas, en la Universidad de Berkeley (California) en 1966.
Hizo su carrera universitaria como profesor de literatura italiana en la Universidad de Chicago, desde 1965 hasta 2002. Desde 2003, emérito ya, Paolo Cherchi fue profesor ordinario en la Universidad de Ferrara. Hoy vive y sigue investigando en Chicago.
Su primera publicación, en 1966, fue sobre Las tres fases del hispanismo de Benedetto Croce; tampoco olvidó a Gramsci como crítico. Luego, fue publicando numerosos artículos sobre el Medievo y el Renacimiento, que es el período más trabajado por él; pues ha estudiado ciertos autores de la temprana modernidad (especialmente italianos, como Marino, o españoles, como Cervantes); en inglés dio a la imprenta (en Toronto), un trabajo sobre el amor cortés.
Especialista en las para-enciclopedias del siglo XVI, hizo una valiosa y difundida edición de las obras íntegras del gran polígrafo italiano Tomaso Garzoni, lo que supuso abordar la cultura de esa centuria con nuevos medios, que culminaron con Polimatia di riuso. Mezzo secolo di plagio (1539-1589), en 1998, donde estudia la cadena de citas que van plagiándose en la segunda mitad del siglo XVI y recomponiéndose en fuentes culturales muy importantes. En el caso español ha publicado sobre las fuentes de la Silva de Pedro Mexía.

## Selección de escritos
- Capitoli di critica cervantina, Roma, Bulzoni, 1977.
- Andrea Capellano, i trovatori e altri temi romanzi, Roma, Bulzoni, 1979.
- Enciclopedismo e politica della riscritura: T. Garzoni, Pisa, Pacini, 1981.
- Un capítulo de T. Garzoni. Uno zingaro in convento, Rávena, Longo, 1990.
- "Enciclopedias y la organización del saber de la Antigüedad al Renacimiento", en De las academias a la Enciclopedia, Valencia, Edicions Alfons el Magnànim, 1993, pp. 69-94.
- Ed. de las Opere de Tomaso Garzoni, Rávena, Longo, 1993.
- Edición, introducción y notas a La piazza universale di tutte le proffesioni del mondo de Tomaso Garzoni, Turín, Einaudi, 1996, 2 tomos (con Beatrice Collina).
- Polimatia di riuso. Mezzo secolo di plagio (1539-1589), Roma, Bulzoni, 1998 ISBN 88-8319-241-9
- "Sobre las fuentes de la Silva de Pero Mexía". Revista de Filología Española, 73 (1993), pp. 43-53.
- Ministorie di microgeneri, Rávena, Longo, 2003. Ensayos ed. por Chiara Fabbian, Alessandro Rebonato y Emanuela Zanotti Carney.
- Le nozze di Filologia e Fortuna, Roma, Bagatto, 2005
- Gli italiani e l'italiano nell'America del Nord (coautor Cosetta Seno Reed), Ravenna, Longo, 2010
- La rosa dei venti. Una mappa delle teorie letterarie, Roma, Carocci, 2011.
- Erudizione e leggerezza. Saggi di filologia comparativa, Roma, Viella, 2012; editado por Giuliana Adamo. Tr. inglesa: Erudition and Lightness. Essays on Comparative Philology, Chicago, 2012